# Atletiek op de Olympische Zomerspelen 2020 – 110 meter horden mannen
De 110 meter horden voor mannen op de Olympische Zomerspelen 2020 vond plaats op dinsdag 3, woensdag 4 en donderdag 5 augustus 2021 in het Olympisch Stadion.

## Records
Voorafgaand aan het toernooi waren dit het wereldrecord en het olympisch record.
| Wereldrecord     | Aries Merritt | 12,80 | Brussel | 7 september 2012 |
| Olympisch record | Liu Xiang     | 12,91 | Athene  | 27 augustus 2004 |

## Resultaten

### Series
De eerste vier van elke serie kwalificeerden zich direct voor de halve finales. Van de overgebleven atleten kwalificeerden de vier tijdsnelsten zich ook voor de halve finales.

#### Serie 1
| Rang | Baan | Naam                 | Land | Tijd           | Bijz. |
| ---- | ---- | -------------------- | ---- | -------------- | ----- |
| 1    | 4    | Ronald Levy          | JAM  | 13,17          | Q     |
| 2    | 6    | Jason Joseph         | SUI  | 13,31          | Q, SB |
| 3    | 9    | Valdó Szűcs          | HUN  | 13,50 (13,496) | Q     |
| 4    | 2    | Andrew Pozzi         | GBR  | 13,50 (13,500) | Q     |
| 5    | 5    | Gabriel Constantino  | BRA  | 13,55          | q     |
| 6    | 8    | Michael Obasuyi      | BEL  | 13,65          |       |
| 7    | 7    | Louis François Mendy | SEN  | 13,84          | SB    |
|      | 3    | Wilhem Belocian      | FRA  | DQ             |       |

#### Serie 2
| Rang | Baan | Naam              | Land | Tijd  | Bijz. |
| ---- | ---- | ----------------- | ---- | ----- | ----- |
| 1    | 7    | Asier Martínez    | ESP  | 13,32 | Q     |
| 2    | 5    | Daniel Roberts    | USA  | 13,41 | Q     |
| 3    | 8    | Damion Thomas     | JAM  | 13,54 | Q     |
| 4    | 2    | Milan Trajkovic   | CYP  | 13,59 | Q, SB |
| 5    | 9    | Vitali Parakhonka | BLR  | 13,61 |       |
| 6    | 4    | Shane Brathwaite  | BAR  | 13,64 |       |
| 7    | 3    | Yaqoub Al-Youha   | KUW  | 13,69 | SB    |
| 8    | 6    | Hassane Fofana    | ITA  | 13,70 |       |

#### Serie 3
| Rang | Baan | Naam                 | Land | Tijd  | Bijz. |
| ---- | ---- | -------------------- | ---- | ----- | ----- |
| 1    | 9    | Grant Holloway       | USA  | 13,02 | Q     |
| 2    | 7    | Hansle Parchment     | JAM  | 13,23 | Q     |
| 3    | 3    | Nicholas Hough       | AUS  | 13,57 | Q     |
| 4    | 5    | Damian Czykier       | POL  | 13,61 | Q     |
| 5    | 4    | Gregor Traber        | GER  | 13,65 |       |
| 6    | 2    | Shunya Takayama      | JPN  | 13,98 |       |
| 7    | 1    | Jérémie Lararaudeuse | MRI  | 14,03 | PB    |
| 8    | 8    | Fadane Hamadi        | COM  | 14,99 |       |
|      | 6    | Sergey Shubenkov     | ROC  | DNS   |       |

#### Serie 4
| Rang | Baan | Naam                    | Land | Tijd  | Bijz. |
| ---- | ---- | ----------------------- | ---- | ----- | ----- |
| 1    | 8    | Aurel Manga             | FRA  | 13,24 | Q, PB |
| 2    | 6    | Shunsuke Izumiya        | JPN  | 13,28 | Q     |
| 3    | 4    | Rafael Henrique Pereira | BRA  | 13,46 | Q     |
| 4    | 2    | Xie Wenjun              | CHN  | 13,51 | Q     |
| 5    | 3    | Chen Kuei-ru            | TPE  | 13,53 | q, SB |
| 6    | 1    | David King              | GBR  | 13,55 | q     |
| 7    | 9    | Eddie Lovett            | ISV  | 14,17 | SB    |
| 8    | 7    | Chan Chung Wang         | HKG  | 14,23 |       |
|      | 5    | Orlando Ortega          | ESP  | DNS   |       |

#### Serie 5
| Rang | Baan | Naam                    | Land | Tijd  | Bijz. |
| ---- | ---- | ----------------------- | ---- | ----- | ----- |
| 1    | 5    | Devon Allen             | USA  | 13,21 | Q     |
| 2    | 3    | Pascal Martinot-Lagarde | FRA  | 13,37 | Q, SB |
| 3    | 7    | Taio Kanai              | JPN  | 13,41 | Q     |
| 4    | 8    | Paolo Dal Molin         | ITA  | 13,44 | Q     |
| 5    | 6    | Elmo Lakka              | FIN  | 13,48 | q     |
| 6    | 4    | Antonio Alkana          | RSA  | 13,55 | SB    |
| 7    | 2    | Konstantinos Douvalidis | GRE  | 13,63 | SB    |
| 8    | 9    | Eduardo de Deus         | BRA  | 13,78 |       |

### Halve finales
De twee snelsten van elke halve finale kwalificeerden zich direct voor de finale. Van de overgebleven atleten kwalificeerden de twee tijdsnelsten zich ook voor de finale.

#### Halve finale 1
| Rang | Baan | Naam                    | Land | Reactie | Tijd  | Bijz. |
| ---- | ---- | ----------------------- | ---- | ------- | ----- | ----- |
| 1    | 7    | Ronald Levy             | JAM  | 0,154   | 13,23 | Q     |
| 2    | 4    | Pascal Martinot-Lagarde | FRA  | 0,155   | 13,25 | Q, SB |
| 3    | 6    | Asier Martínez          | ESP  | 0,150   | 13,27 | q, PB |
| 4    | 8    | Andrew Pozzi            | GBR  | 0,148   | 13,32 | q     |
| 5    | 5    | Daniel Roberts          | USA  | 0,195   | 13,33 |       |
| 6    | 2    | Damian Czykier          | POL  | 0,152   | 13,63 |       |
| 7    | 9    | Nicholas Hough          | AUS  | 0,163   | 13,88 |       |
| 8    | 3    | Gabriel Constantino     | BRA  | 0,159   | 13,89 |       |

#### Halve finale 2
| Rang | Baan | Naam            | Land | Reactie | Tijd  | Bijz.  |
| ---- | ---- | --------------- | ---- | ------- | ----- | ------ |
| 1    | 5    | Devon Allen     | USA  | 0,121   | 13,18 | Q      |
| 2    | 6    | Aurel Manga     | FRA  | 0,151   | 13,24 | Q, =PB |
| 3    | 8    | Damion Thomas   | JAM  | 0,135   | 13,39 |        |
| 4    | 9    | Paolo Dal Molin | ITA  | 0,133   | 13,40 |        |
| 5    | 4    | Jason Joseph    | SUI  | 0,135   | 13,46 |        |
| 6    | 2    | Chen Kuei-ru    | TPE  | 0,146   | 13,57 |        |
| 7    | 3    | Elmo Lakka      | FIN  | 0,139   | 13,67 |        |
| 8    | 7    | Taio Kanai      | JPN  | 0,127   | 26,11 |        |

#### Halve finale 3
| Rang | Baan | Naam                    | Land | Reactie | Tijd  | Bijz. |
| ---- | ---- | ----------------------- | ---- | ------- | ----- | ----- |
| 1    | 4    | Grant Holloway          | USA  | 0,130   | 13,13 | Q     |
| 2    | 6    | Hansle Parchment        | JAM  | 0,145   | 13,23 | Q     |
| 3    | 7    | Shunsuke Izumiya        | JPN  | 0,141   | 13,35 |       |
| 4    | 9    | Valdó Szűcs             | HUN  | 0,140   | 13,40 |       |
| 5    | 8    | Xie Wenjun              | CHN  | 0,154   | 13,58 |       |
| 6    | 5    | Rafael Henrique Pereira | BRA  | 0,154   | 13,62 |       |
| 7    | 2    | David King              | GBR  | 0,141   | 13,67 |       |
| 8    | 3    | Milan Trajkovic         | CYP  | 0,147   | 14,01 |       |

### Finale
| Rang   | Baan | Atleet                  | Land | Reactie | Tijd  | Bijz. |
| ------ | ---- | ----------------------- | ---- | ------- | ----- | ----- |
| Goud   | 7    | Hansle Parchment        | JAM  | 0,130   | 13,04 | SB    |
| Zilver | 4    | Grant Holloway          | USA  | 0,136   | 13,09 |       |
| Brons  | 5    | Ronald Levy             | JAM  | 0,146   | 13,10 |       |
| 4      | 6    | Devon Allen             | USA  | 0,133   | 13,14 |       |
| 5      | 8    | Pascal Martinot-Lagarde | FRA  | 0,120   | 13,16 | SB    |
| 6      | 2    | Asier Martínez          | ESP  | 0,155   | 13,22 | PB    |
| 7      | 3    | Andrew Pozzi            | GBR  | 0,140   | 13,30 |       |
| 8      | 9    | Aurel Manga             | FRA  | 0,151   | 13,38 |       |

Wind: -0,5 m/s
1896: Tom Curtis ·
1900: Alvin Kraenzlein ·
1904: Frederick Schule ·
1908: Forrest Smithson ·
1912: Fred Kelly ·
1920: Earl Thomson ·
1924: Daniel Kinsey ·
1928: Sydney Atkinson ·
1932: George Saling ·
1936: Forrest Towns ·
1948: William Porter ·
1952: Harrison Dillard ·
1956: Lee Calhoun ·
1960: Lee Calhoun ·
1964: Hayes Jones ·
1968: Willie Davenport ·
1972: Rod Milburn ·
1976: Guy Drut ·
1980: Thomas Munkelt ·
1984: Roger Kingdom ·
1988: Roger Kingdom ·
1992: Mark McKoy ·
1996: Allen Johnson ·
2000: Anier García ·
2004: Liu Xiang ·
2008: Dayron Robles ·
2012: Aries Merritt ·
2016: Omar McLeod ·
2020: Hansle Parchment ·
2024: Grant Holloway